# شهاب مظفری
شهاب مظفّری (زادهٔ ۷ اردیبهشت ۱۳۶۳) خواننده، ترانه‌سرا، آهنگساز موسیقی پاپ و  بازیگر ایرانی است .

## زندگی
او، پس از اتمام تحصیلات ابتدایی و متوسطه، در رشتهٔ کامپیوتر وارد دانشگاه شد؛ و به خاطر علاقه‌مندی به موسیقی همزمان فعالیت خود را در این زمینه علاوه بر ادامهٔ تحصیلات ادامه داد. اولین آهنگ او با ترانه و آهنگسازی خودش با نام «از وقتی رفتی» در سال ۱۳۸۷ منتشر شد. ساز حرفه‌ای او پیانو است که از کودکی یادگیری آن را آغاز کرده و همچنین گیتار کلاسیک نیز از سازهایی است که وی توانایی نواختن آن را دارد. وی در سال ۱۳۹۶ به یک خواننده مجاز تبدیل شد و برای پخش آثارش مجوز دریافت کرد. اولین کنسرت او در ۱۴ تیر ۱۳۹۶ و در دو سانس، در سالن همایش میلاد نمایشگاه بین‌المللی تهران برگزار شد. این در حالی بود که فروش بلیت‌های این کنسرت از ساعت ۱۴ یک تیر شروع شد و در مدت ۲۴ ساعت همه بلیت‌های هر ۴ سانس به فروش رفت. وی تاکنون چندین تک‌آهنگ و تنها یک آلبوم منتشر کرده که آن هم «تورو خواب دیدم» نام دارد که در سال ۱۳۹۱ با برنامه‌ریزی مجید دمیرچی و تهیه کنندگی هادی دمیرچی منتشر شد.

## حواشی

### سکته قلبی
وی در روز ۱۱ اردیبهشت ۱۳۹۷ دچار سکته قلبی شد و در یکی از بیمارستان‌های تهران بستری شد و تحت مراقبت‌های ویژه قرار گرفت. بعد از دو روز، او در صفحه شخصی خود در اینستاگرام با انتشار ویدئویی کوتاه از بهبود حال خود خبر داده؛ و علت سکته قلبی را استرس و فشار کاری دانست. و بعد از چند روز، وی از بیمارستان مرخص شد.

### واکنش به آهنگ «سفارشی»
مظفری در اسفند ۱۳۹۷ با انتشار یک پست در اینستاگرام نسبت به آهنگ سفارشی از یاس واکنش نشان داد. دیس شهاب مظفری به یاس، دو سال و چهار ماه بعد از آهنگ سفارشی منتشر شد. این دیس موجب تمسخر وی در شبکه های مجازی شد. او در این دیس کنجکاوی خود را در مورد وعده ناهار یاس نشان داده بود. او همچنین در ۱۳ تیر ۱۴۰۰ یک ویدئوی کوتاه در جواب این آهنگ تولید و منتشر کرد که با واکنش سایر رپرها از جمله تتلو، پیشرو، سهراب ام‌جی، جیدال، مهراد هیدن، پوریا پوتک و... مواجه شد ولی خود یاس سکوت کرد.

## ترانه شناسی

### آلبوم‌ تورو خواب دیدم (۱۳۹۱)
| نام ترانه      | ترانه‌سرا    | آهنگساز     | تنظیم‌کننده     |
| -------------- | ----------- | ----------- | -------------- |
| تورو خواب دیدم | مرجان زنگنه | شهاب مظفری  | اشکان آزاد     |
| تمومش کن       | مرجان زنگنه | شهاب مظفری  | انوشیروان تقوی |
| دیوونه         | مرجان زنگنه | شهاب مظفری  | رضا صبوری      |
| تِرَن            | مرجان زنگنه | شهاب مظفری  | اشکان آزاد     |
| شب عاشقونه     | مرجان زنگنه | مرجان زنگنه | هانی           |
| تلقین          | مرجان زنگنه | شهاب مظفری  | رضا صبوری      |
| گوش کن         | مرجان زنگنه | شهاب مظفری  | اشکان آزاد     |
| لحظه رمانتیک   | مرجان زنگنه | شهاب مظفری  | رضا صبوری      |
| دلشوره         | مرجان زنگنه | شهاب مظفری  | اشکان آزاد     |
| تورو میخوام    | شهاب مظفری  | شهاب مظفری  | اشکان آزاد     |
| رقص گیتار      | مرجان زنگنه | شهاب مظفری  | اشکان آزاد     |
| حلالم کن       | شهاب مظفری  | شهاب مظفری  | رضا صبوری      |
| روانی          | مرجان زنگنه | شهاب مظفری  | اشکان آزاد     |

### تک‌آهنگ‌ها
- ایران
- جنست خراب بود
- خداحافظ(موسیقی میانی سریال غربت)
- خوابم برد (تیتراژ سریال غربت)
- غول یک چشم
- مرداب اسیدی
- مار
- موی سیاه
- لعنت به تو
- آلزایمر
- بَد اندیشان
- کوه بُلند
- یار
- الکل چشمات
- حیران
- پندار
- جهان من
- یادت نره
- پاشو بیا
- دیدار (تیتراژ پایانی سریال بوم و بانو)
- رد پا (تیتراژ میانی سریال دل)
- از عشق تو (تیتراژ میانی سریال دل)
- الله (تیتراژ میانی سریال دل)
- شناسنامه (تیتراژ میانی سریال دل)
- برعکس
- مَرد (تیتراژ میانی سریال دل)
- اتفاقاً عشق
- دل خون (تیتراژ میانی سریال دل)
- زیبای چشم‌سفید (تیتراژ میانی سریال دل)
- تنهای تنها (تیتراژ پایانی سریال دل)[۱۶]
- خزون (تیتراژ میانی سریال ستایش ۳)
- ستایش (تیتراژ پایانی سریال ستایش ۳)[۱۷]
- خودت[۱۸]
- میزون نبود حالت
- ۳۰ سالگی
- دو برابر
- وای وای (به همراه علی یاسینی)
- ما باحالیم
- دلبر جان
- دلبریتو کمترش کن
- معذرت
- قسم
- جدایی
- منو ترکم نکن
- عکس قدیمی
- مگه دیوونه حالیته (ریمیکس علیرضا مختاری)
- نمیخوام تورو[۱۹]
- زیر آوار (دکلمه: حسین سلیمانی)
- مگه دیوونه حالیته
- از وقتی رفتی (ورژن جدید)
- میگن که عوض شدی
- کجایی تو (ریمیکس علیرضا مختاری)
- بگذریم (به همراه مهرزاد امیرخانی و آرمان امامی)
- لعنتی‌ترین حوالی
- تو بخند
- عذابم نده (به همراه آمین، با دکلمه حسین سلیمانی)[۲۰]
- حس عمیق[۲۱]
- ادعا
- آی (تیتراژ میانی قسمت ۱۲ سریال آسپرین)
- رفت
- تلخ
- نترسونم
- می‌میرم[۲۲]
- تنهام بذار
- کلاغ شوم
- پشیمونم
- پاییز
- برگرد خونه
- کجایی تو
- حالم بده
- دارم میرم
- شاهزاده
- خونمون کو؟
- روانی
- فقط در همین حد (ریمیکس)
- فراموشی
- دلشوره
- یک شب عاشقانه
- خدایا با توأم
- دیگه تمومش کن
- خسته شدم
- از وقتی رفتی (ورژن پیانو)
- بغض
- عید رو بی تو نمیخوام
- از وقتی رفتی

## فیلم شناسی
نمایش خانگی
- غربت(۱۴۰۳)

سینمایی
- خانه شیشه ای(۱۴۰۰)